# Баран Василь Павлович
Бара́н Васи́ль Па́влович (1 вересня 1937, с. Біще,  нині Тернопільського району Тернопільської області) — український господарник. Заслужений лісівник України (2001). Орден «Знак пошани».
Навчався в Кременецькому лісотехнічному технікумі (1961-1965), закінчив Львівський лісотехнічний інститут (1973).
Від 1962 працює в Урманському лісництві Бережанського району: контролер, технік-лісовод, помічний лісничого, лісничий (від 1970).